# Adrian-Miroslav Merka
Adrian-Miroslav Merka (ur. 6 czerwca 1976 w Aleșdzie) – rumuński polityk i działacz społeczny narodowości słowackiej, poseł do Izby Deputowanych.

## Życiorys
W 1999 ukończył studia z dziedziny wychowania fizycznego i sportu na Uniwersytecie Oradejskim, następnie studiował zarządzanie oświatą, ekonomię i prawo na różnych uczelniach. W latach 2000–2002 pracował jako nauczyciel wychowania fizycznego w szkole średniej Liceul Teoretic „Jozef Kozacek”, której następnie był dyrektorem (2002–2004).
W 1992 dołączył do Związku Demokratycznego Słowaków i Czechów w Rumunii, w 2007 został jego przewodniczącym. W latach 2004, 2008 i 2012 uzyskiwał mandat posła do Izby Deputowanych z puli przeznaczonej dla mniejszości narodowych. W niższej izbie parlamentu zasiadał do 2016, po czym powrócił do niej w wyniku wyborów z 2020. Z powodzeniem ubiegał się o reelekcję także w 2024.